# McKamey Manor
 (avril 2023).
Améliorez-le ou discutez des points à vérifier. 
McKamey Manor est une maison d'horreur ou maison hantée.
L'attraction touristique est considérée par certains comme « la maison hantée la plus effrayante d'Amérique », fondée par Russ McKamey. La maison est célèbre pour sa violence et sa cruauté envers ses invités, qui doivent signer une décharge de responsabilité pour pouvoir entrer. 

## Les conditions de participation
Afin d'éviter des accidents graves, comme des crises cardiaques qui se sont déjà produites, certaines conditions de participation doivent être remplies. Seules les personnes âgées de 21 ans ou plus seront autorisées à participer, et les 18 à 20 ans auront besoin du consentement de leurs parents. 
Russ McKamey exige des preuves sous la forme d'une lettre médicale concernant la santé et l'état mental de la personne. Un ambulancier est toujours présent.

## Culture populaire
La maison d'horreur a été présentée, en 2018, par le journaliste David Farrier, dans l'épisode 8 de Dark Tourist.

## Sources
1. ↑  Elsa Raymond, « McKamey Manor : la maison hantée la plus terrifiante au monde », www.ohmymag.com,‎ 5 octobre 2017 (lire en ligne)
2. 1 2  (nl) Louisa Wittek, « Diese Horror-Tour hat noch NIEMAND geschafft », www.travelbook.de,‎ 25 octobre 2018 (lire en ligne)
3. ↑  (en) Kate Schneider, « Stunning place you never want to visit », www.news.com.au,‎ 10 octobre 2018 (lire en ligne)